# Заузе Володимир Християнович
Володимир Християнович Заузе (нар. 18 травня 1859, Санкт-Петербург, Російська імперія — пом. 26 червня 1939, Одеса, Українська РСР, СРСР) — художник-графік Російської імперії та СРСР, педагог, професор. Член Товариства південноросійських художників і один з засновників Товариства художників імені К. К. Костанді. Довгі роки викладав в Одеському комерційному училищі та Одеському художньому інституті.

## Життєпис
Володимир Християнович Заузе народився 18 травня 1859 року в російському місті Санкт-Петербург, що тоді входило до складу однойменної губернії Російської імперії. У 1870—1879 роках навчався Володимиру Строгановському училищі в Москві (нині — Московська державна художньо-промислова академія імені С. Г. Строганова), з 1893 року — член Товариства південноросійських художників, один з засновників Товариства художників імені К. К. Костанді; викладав у навчальних закладах міста Дубна (Рівненська область), Миколаєві у 1880—1885 роках, Одеському комерційному училищі (1885—1919), Одеському художньому інституті (1920—1931; професор з 1931).

## Твори
Пейзажі:
- «Опівдні. Падаючі тіні» (1904),
- «Великий фонтан» (1919),
- «Ліс. Дерево над річкою» (1923),
- «Ліс на березі річки» (1924),
- «Зима на Україні» (1935);

На історичну тематику:
- «Барикади. 1905 рік» (1925),
- «Чумаки» (1929);
- «На варті радянських кордонів» (1931).